# Antonio Aranguren
Antonio Aranguren (Caracas, 1868 - Ibídem, 31 de agosto de 1954) fue un abogado y político venezolano quien llevó a Venezuela la compañía venezolano-inglesa Venezuelan Oil Concessions Ltd. que ayudaría a fomentar el negocio petrolero en Venezuela.

## Vida
El 28 de febrero de 1907 durante el gobierno de Cipriano Castro, recibe una concesión para desarrollar yacimientos de petróleo y asfalto durante 50 años en los distritos de Maracaibo y Bolívar del estado Zulia, a esta concesión se le conoció como la Concesión Aranguren. En 1910, viaja a Londres, Inglaterra y crea la Venezuelan Oil Concessions Ltd. junto a inversionistas ingleses interesados en el área petrolera. Con esta compañía, que tiempo después pasaría a manos de la Royal Dutch-Shell, se inicia la era del petróleo en Venezuela.
En el año de 1917, Juan Crisóstomo Gómez, hermano del presidente de Venezuela Juan Vicente Gómez, lleva a los tribunales una demanda exigiendo una cesión de la cuarta parte de la Concesión Aranguren en favor de uno de sus testaferros, Lorenzo Mercado. La sentencia emitida favoreció a Aranguren, sin embargo, éste decide mudarse a Europa para alejarse del régimen Gomecista. Comienza a vivir en el hotel Lutecia en París y mantiene sus oficinas en Londres. Allí conoce a otros exiliados venezolanos quienes le piden ayuda económica a favor de causas revolucionarias, entre ellos conoce a Rafael Simón Urbina con quien entablaría una estrecha amistad.

### Últimos años
En 1936, Aranguren regresa a Venezuela siguiendo con sus negocios personales. En 1950, es vinculado con el magnicidio del presidente Carlos Delgado Chalbaud, ya que fue asesinado en la quinta Maritza, una propiedad que se encontraba a su nombre, y a manos de Rafael Simón Urbina que para entonces era su protegido. Es arrestado y encarcelado en diciembre de ese año, pero liberado meses después sin que se haya podido probar su vinculación en el crimen. Murió en Caracas el 31 de agosto de 1954.